# William Hespeler

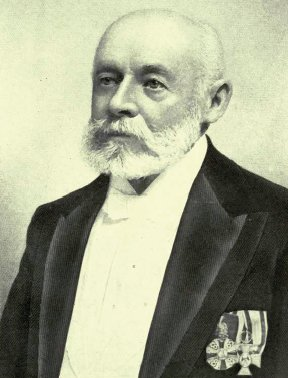
Wilhelm Hespeler

William (Wilhelm) Hespeler (* 29. Dezember 1830 in Baden-Baden, Großherzogtum Baden; † 18. April 1921 in Vancouver, British Columbia) war ein aus Deutschland stammender kanadischer Unternehmer und Politiker, der unter anderem zwischen 1900 und 1903 Mitglied der Legislativversammlung von Manitoba sowie zugleich deren Sprecher war.

## Leben
William (Wilhelm) Hespeler, Sohn von George H. und Barbara Hespeler, besuchte die Polytechnische Schule Karlsruhe und wanderte 1849 Jahren nach Preston in Ontario, wo sein älterer Bruder Jacob Hespeler ein Mühlen-, Destillerie- und Handelsunternehmen betrieb. Er war von 1854 bis 1868 Teilhaber der Firma Hespeler & Randall in Waterloo. Bei einem Besuch in Deutschland erfuhr er, dass viele Mennoniten in Südrussland eine Auswanderung in die USA erwogen. Er leitete diese Information an die Regierung Kanadas weiter, die ihn bat, nach Russland zu reisen, um die Gruppe zur Auswanderung nach Manitoba zu bewegen. Dies führte dazu, dass sich 1874 284 mennonitische Familien niederließen, weitere Gruppen kamen 1875 und 1876 hinzu. 1873 wurde er Kommissar für Einwanderung und Landwirtschaft, ein Amt, das er bis 1883 innehatte, und fungierte danach zwischen 1883 und 1894 als Geschäftsführer der Manitoba Land Company sowie später als Vorstandsmitglied der Royal Trust Company und der North of Scotland Mortgage Company. Er soll den ersten Getreidespeicher in Westkanada errichtet haben und gründete 1880 die deutschsprachige Wochenzeitung „Der Nordwesten“, die erste deutsche Zeitung im Nordwesten Kanadas.
Hespeler wurde 1874 Mitglied des Verwaltungsrats des 1872 gegründeten Winnipeg General Hospital und fungierte zwischen 1884 und seinem Rücktritt 1909 als Präsident dieses Verwaltungsrates. 1876 wurde er Mitglied des Stadtrats von Winnipeg, dem er bis 1878 angehörte, sowie 1881 Leiter der Volkszählung (Chief Commissioner of Census). Des Weiteren fungierte er zwischen 1883 und 1909 als deutscher Konsul für Manitoba und die Nordwest-Territorien.
Nachdem William Hespeler bei der Wahl am 11. Juli 1888 ohne Erfolg kandidiert hatte, wurde er am 7. Dezember 1899 als unabhängiger Konservativer im Wahlkreis „Rosenfeld“ als Nachfolger von Enoch Winkler zum Mitglied der Legislativversammlung von Manitoba gewählt und vertrat diesen Wahlkreis bis zu dessen Zusammenlegung mit dem Wahlkreis „Rhineland“ zur Wahl am 20. Juli 1903, bei der er nicht erneut kandidierte.
Am 29. März 1900 wurde Hespeler als Nachfolger von Finlay McNaughton Young Sprecher der Legislativversammlung (Speaker) und bekleidete das Amt des Parlamentspräsidenten bis zum 22. Dezember 1874, woraufhin James Johnson ihn ablöste. Er war damit als erster im Ausland geborener Staatsbürger Präsident eines Parlaments im Britischen Empire.
Er war dreimal verheiratet. Er heiratete zunächst 1855 Mary Hope Keachie aus Galt in Ontario, mit der er zwei Kinder hatte: Alfred Amaeius Hespeler (1863–?) und Georgina Hope Hespeler (1864–1887), die mit dem Bankier Augustus Meredith Nanton verheiratet war. 1874 heiratete er Mary Meyer aus Seaforth in Ontario. Schließlich heiratete er 1887 die ältere Schwester seiner ersten Frau, Catherine Robertson Keachie (1836–1920). Nach seinem Tode wurde er auf dem Friedhof der St. John’s Cathedral neben seiner dritten Frau begraben. Ein Denkmal von ihm wurde auf der nahm ihm benannten Hespeler Avenue in Winnipeg errichtet.

## Hintergrundliteratur
- J. P. Robertson: A Political Manual of the Province of Manitoba and the North-West Territories, Call Printing Company, Winnipeg 1887
- Prof. George Bryce: A History of Manitoba. Its Resources and People, The Canadian History Company, Toronto 1906
- F. H. Schofield: The Story of Manitoba, The S. J. Clarke Publishing Company, Winnipeg 1913
- Pioneers and Prominent People of Manitoba, Canadian Publicity Company, Winnipeg 1925
- J. M. Bumsted: Dictionary of Manitoba Biography, University of Manitoba Press, 1999, S. 23 f., ISBN 0-8875-5-1696 (Onlineversion (Auszug))